# Tahti Bahi
Tahti Bahi, Takhtbai ili Takht-i-Bahi je budistički samostanski kompleks iz 1. stoljeća pr. Kr., koji se nalazi uz istoimeno moderno selo, oko 15 km od grada Mardana.u provinciji Čajber Paštunčvau u Pakistanu. 
Takht na urduu znači "prijestolje", a bahi "voda" ili "izvor", te Tahti Bahi znači "Prijestolje vode", ime koje je dobio jer je samostan izgrađen na vrhu brda gdje se nalazio izvor. Thati Bahi je 1980. godine upisana na UNESCO-ov popis mjesta svjetske baštine u Aziji i Oceaniji zajedno s obližnjim lokalitetom starog grada Seri Bahlol.
Danas je okolica sela Tahti Bahi poznata po proizvodnji šećerne trske, a u središtu sela se nalazi glavni šečerni mlin za cijelu provinciju.

## Povijest
Samostanski kompleks Tahti Bahi je osnovan u 1. stoljeću pr. Kr. i služio je svojoj izvornoj namjeni sve do početka 20. stoljeća kada je zabranjeno davanje dobrovoljnih priloga o kojima je samostan živio Za razliku od drugih budističkih građevina iz tog vremena, Tahti Bahi je iznimno dobro sačuvan, ponajviše zahvaljujući svom smještaju na vrhu brda.
Arheolozi su podijelili povijest kompleksa u četiri razdoblja:
1. Prvo razdoblje od osnutka u 1. stoljeću pr. Kr., završava u 2. stoljeću, a vezano je za Kušanskog kralja Kanišku i rane Partske kraljeve;
2. Drugo razdoblje (od 3. do 4. stoljeća) je vrijeme kada su izgrađene Velika stupa i saborna dvorana;
3. Treće razdoblje (4. i 5. stoljeće) je vrijeme kasnijih kušanskih vladara (Kidara);
4. Posljednje, četvrto, razdoblje (6. i 7. stoljeće) je vrijeme izgradnje Tantričkog kompleksa koju su nadgledali okupatori, Huni.

Prvi spomen ovog kompleksa na zapadu je onaj francuskog časnika 1836. godine, a iskapanja su započela 1864. godine. 1920-ih je lokalitet opsežno obnovljen. Navodno se na ovom lokalitetu nalaze i relikvije Bude koje još uvijek nisu iskopane.

## Odlike
Taht Bahi je podijeljen na četiri glavna područja:
1. "Dvor sa stupom" se sastoji od skupine stupa u središnjem dvorištu;
2. Samostanske prostorije su individualne ćelije monaha, saborna dvorana i blagovaonica, organizirane oko dvorišta;
3. Hramski kompleks se sastoji od stupa sličnih onima u Dvoru stupa, ali izgrađeni kasnije;
4. Tantrički kompleks se sastoji od malih i mračnih ćelija s niskim otvorima koje su služile za određene oblike tantričkih meditacija.

Ostali dijelovi kompleksa su služili kao rezidencije ili dvorane za sastanke, ili drugim sekularnim namjenama. Sve građevine su izrađene od lokalnog kamena koji je povezan vapnenačkom žbukom ili blatom.

## Vanjske poveznice
- Karta arheoloških lokaliteta u Gandari  Arhivirana inačica izvorne stranice od 31. prosinca 2005. (Wayback Machine), Huntington Collection, Ohio State University (engl.)